# دریاچه ائیک
دریاچه ائیک (انگلیسی: Eyik) یک دریاچه در استان یاقوتستان کشور روسیه است.